# Mobulu M’Futi
Mobulu M’Futi (* 28. August 1981 in Kinshasa) ist ein kongolesischer ehemaliger Fussballspieler, der auch die Schweizer Staatsbürgerschaft besitzt.

## Karriere
M’Futi begann seine Profikarriere 1999 beim Schweizer Fussballverein FC Sion und erzielte dort in 53 Spielen fünf Treffer. 2002 wechselte er weiter zu Neuchâtel Xamax und war dort wesentlich erfolgreicher (91 Ligaspiele, 23 Tore). Wiederum nach drei Saisons wechselte er dann nach Frankreich zum FC Istres. Nach weiteren drei Spielzeiten kehrte er zum FC Sion zurück, gewann dort 2009 den nationalen Pokal und im Winter 2010 wechselte er innerhalb der Liga leihweise zum FC Aarau. Anschließend folgten Stationen beim Servette FC, Stade Nyonnais sowie dem FC Le Mont-sur-Lausanne. Seit 2014 war der Stürmer nur noch im Amateurbereich aktiv.

## Erfolge
- Schweizer Pokalsieger: 2009

## Sonstiges
Sein jüngerer Bruder Ridge Mobulu (* 1991) ist ebenfalls Fußballprofi und spielt momentan für den Schweizer Viertligisten FC Naters.